# Towhid-fængslet
Towhid-fængslet (Persisk: بازداشتگاه توحید) var et uofficielt varetægtsfængsel i Teheran, Iran. Det lukkede angiveligt i 2000.

## Historie
Navnet "Towhid" kommer fra en af de fem principper i Islam, Guds Enhed.
Efter at den iranske journalist Roozbeh Farahanipour sendte en kritisk rapport til blandt andet Amnesty International om forholdene i fængslet, hvor angiveligt mange igennem tiden var blevet tortureret, blev det rapporteret de iranske myndigheder havde lukket fængslet i august 2000.